# Милорад Мажић
Милорад Мажић је бивши српски фудбалски судија. Рођен је 23. марта 1973. године у Врбасу.

## Каријера
Постао је судија организације ФИФА 2009. године. Постао је елитни судија УЕФА 2012. године, пошто је две године био судија категорије један. Судио је мечеве квалификација и на Светском првенству у Бразилу 2014. године, Лигу Европе и Лигу шампиона. У каријери је више пута судио српски вечити дерби између Партизана и Црвене звезде.
Делио је правду у финалу Купа конфедерација 2017. између Немачке и Чилеа, а био је главни арбитар и у финалу Суперкупа Европе 2016. између  Реала и Севиље. Дана 29. марта 2018. године, ФИФА је одредила Мажића да  суди на Светском првенству 2018. године, заједно са Милованом Ристићем и Далибором Ђурђевићем, који су му помоћници.
Европска фудбалска унија (УЕФА) објавила је да ће Мажић судити финале Лиге шампиона 26. маја 2018. у Кијеву између Реал Мадрида и Ливерпула.
Изабран је за најбољег судију кинеске Суперлиге за 2019. годину и тиме постао први странац који је освојио то признање.

## Приватно
Ожењен је Бранкицом Мажић, с којом има два сина Огњена и Гордана. По занимању је доктор економских наука, поред српског течно говори и енглески језик.